# Manzai

Un duo comique manzai lors d'une célébration de Nouvel An ; le tsukkomi est devant, le boke à l'arrière-plan. Peinture japonaise du XIXe siècle, auteur inconnu.

Le manzai (漫才) est une forme de comédie au Japon, qui implique généralement un duo comique : le tsukkomi, le personnage sérieux, intelligent, rationnel, et le boke, le personnage fruste, outrancier et désordonné. La plupart des blagues reposent sur des quiproquos, des jeux de mots et autres gags verbaux. Le manzai se joue dans un théâtre yose qui sont des théâtres traditionnels du Japon qui proposent aussi des spectacles de rakugo. Auparavant, il était joué dans la rue, et les spectateurs étaient les passants.
Le manzai a souvent été associé à la région d'Ōsaka, et les comédiens de manzai parlent souvent le Kansai-ben, mais ce n'est pas toujours le cas. C'est d'ailleurs Yoshimoto Kōgyō, grande entreprise de divertissement d'Ōsaka, qui fit connaître le manzai pour la première fois au public tokyoïte en 1933.

## Bokeettsukkomi
À l'instar des duos comiques occidentaux, le manzai est structuré comme un spectacle de clowns, le tsukkomi ayant le rôle du clown blanc et le boke celui de l'Auguste. Une tendance récente veut que les rôles soient interchangeables.
« Boke » (ボケ) vient du verbe « bokeru » (惚ける ou 呆ける) qui signifie « être sénile », « gâteux » et se reflète dans la tendance du boke à mal interpréter et à oublier les choses. « Tsukkomi » (突っ込み), du verbe « tsukkomu » (突っ込む, litt. « (se) plonger », « (se) fourrer ») vient du fait que le rôle du second comédien est de réagir aux propos du boke en le corrigeant et en le tournant en ridicule. Il peut arriver que le tsukkomi donne un coup sur la tête du boke, voire une gifle, une petite frappe ou diverses variantes.
La tradition du tsukkomi et du boke est souvent utilisée dans les shows télévisés comiques au Japon appelés owarai. On parle alors d'owarai combi (ou konbi). Un des plus célèbres est celui composé de Hitoshi Matsumoto et Masatoshi Hamada (respectivement boke et tsukkomi), appelé Downtown.
Il existe un grand concours de manzai appelé M1 à la télévision sur Mainichi Broadcasting System.
Le manzai est le sujet principal de la série web TV Hibana: Spark (2016) diffusée par Netflix, adaptation de la nouvelle Hibana de Naoki Matayoshi. La série dépeint l'ascension d'un comédien débutant, Tokunaga (interprété par Kento Hayashi), qui choisit d'apprendre auprès d'un artiste manzai réputé, Kamiya (Kazuki Namioka).

## Exemples de duo comiquesmanzai
- Downtown
- Audrey
- Kamaitachi
- Chidori
- Chocolate Planet
- Nishikigoi
- Tom Brown